# 谷真一郎
谷真一郎（日语：／ Tani Shinichiro，1968年11月13日—），日本前足球運動員，足球教练，前日本國家足球隊成員。出生于爱知县。

## 经历
谷毕业于筑波大学，1991年加入日立制作所总部足球队（现柏太阳神），至1995年，共计在JFL出场36次进8球，J联赛出场2次。1995年后退役成为柏太阳神少年队教练，1999年起担任柏太阳神队体能教练。2002年转投仙台七夕担任体能教练，2008年加入横滨FC担任体能教练，2010年至今在甲府风林担任体能教练。
1990年筑波大学在读时被选入日本国家足球队，在同年7月的皇朝杯对阵韩国的比赛中出场。

## 成績

### 国家队
| 日本國家足球隊 | 日本國家足球隊 | 日本國家足球隊 |
| 年             | 出場           | 入球           |
| -------------- | -------------- | -------------- |
| 1990           | 1              | 0              |
| 總和           | 1              | 0              |

## 外部連結
- National Football Teams（页面存档备份，存于）
- Japan National Football Team Database